# Goran Sankovič
Goran Sankovič (ur. 18 czerwca 1979 w Celju, zm. 4 czerwca 2022) – słoweński piłkarz.
Największymi piłkarskimi osiągnięciami Sankoviča było uczestnictwo w mistrzostwach świata 2002 oraz gra w Slavii Praga. Występował także w drużynach Publikum Celje, APO Akratitos i Panioniosie GSS.